# Mark Udall
Mark Emery Udall (ur. 18 lipca 1950 w Tucson, Arizona) – amerykański polityk, członek Partii Demokratycznej. W latach 1999–2009 był przedstawicielem drugiego okręgu wyborczego w stanie Kolorado w Izbie Reprezentantów Stanów Zjednoczonych, a w latach 2009–2015 roku zasiadał w senacie Stanów Zjednoczonych.
Jego kuzyn, Thomas Udall, zasiada w senacie Stanów Zjednoczonych, jako przedstawiciel stanu Nowy Meksyk.